# Архентіно
Архенті́но (ісп. Argentino) — прісноводне озеро, розташоване в аргентинський провінції Санта-Крус (в Патагонії). Це найбільше озеро в Аргентині, площа його поверхні дорівнює 1415 км², його максимальна ширина — 20 км. Середня глибина озера 150 м, максимальна — 500 м (найглибше озеро в Південній Америці). До озера впадають річки Ла-Леона, Сентінела, Мітре, Калафате, Оркета, Кабальйос, льодовики Упсала і Періто-Морено, з озера витікає річка Санта-Крус.
Озеро розташоване на території національного парку Лос-Гласьярес, який містить велику кількість льодовиків. Озеро живиться талою льодовиковою водою, що поступає від кількох річок; вода з озера В'єдма надходить через річку Ла-Леона і безліч гірських струмків. Площа водозбору становить понад 17 000 км².
Першовідкривачем озера вважають Валентина Фейлберга, який побував тут у 1871 році.
Назву Архентіно озеру дав Франсіско Морено. До того воно носило індіанську назву Кельта (теуельче Kelta).
Льодовики, сусіднє місто Ель-Калафате і саме озеро привертають багато туристів. Озеро — хороше місце для рибалки.
Lago Argentino також є назвою місцевого аеропорту (IATA: ING ICAO: SAWA) і департаменту. Місто Ель-Калафате іноді також називають Лаго-Архентіно.